# Liustit
Liustit är en ö i Finland. Den ligger i Finska viken och i kommunen Pyttis i den ekonomiska regionen  Kotka-Fredrikshamn i landskapet Kymmenedalen, i den södra delen av landet. Ön ligger nära Kotka och omkring 110 kilometer öster om Helsingfors.
Öns area är 5,1 hektar och dess största längd är 400 meter i sydöst-nordvästlig riktning. I omgivningarna runt Liustit växer i huvudsak blandskog.